# Kasteel van Bossuit

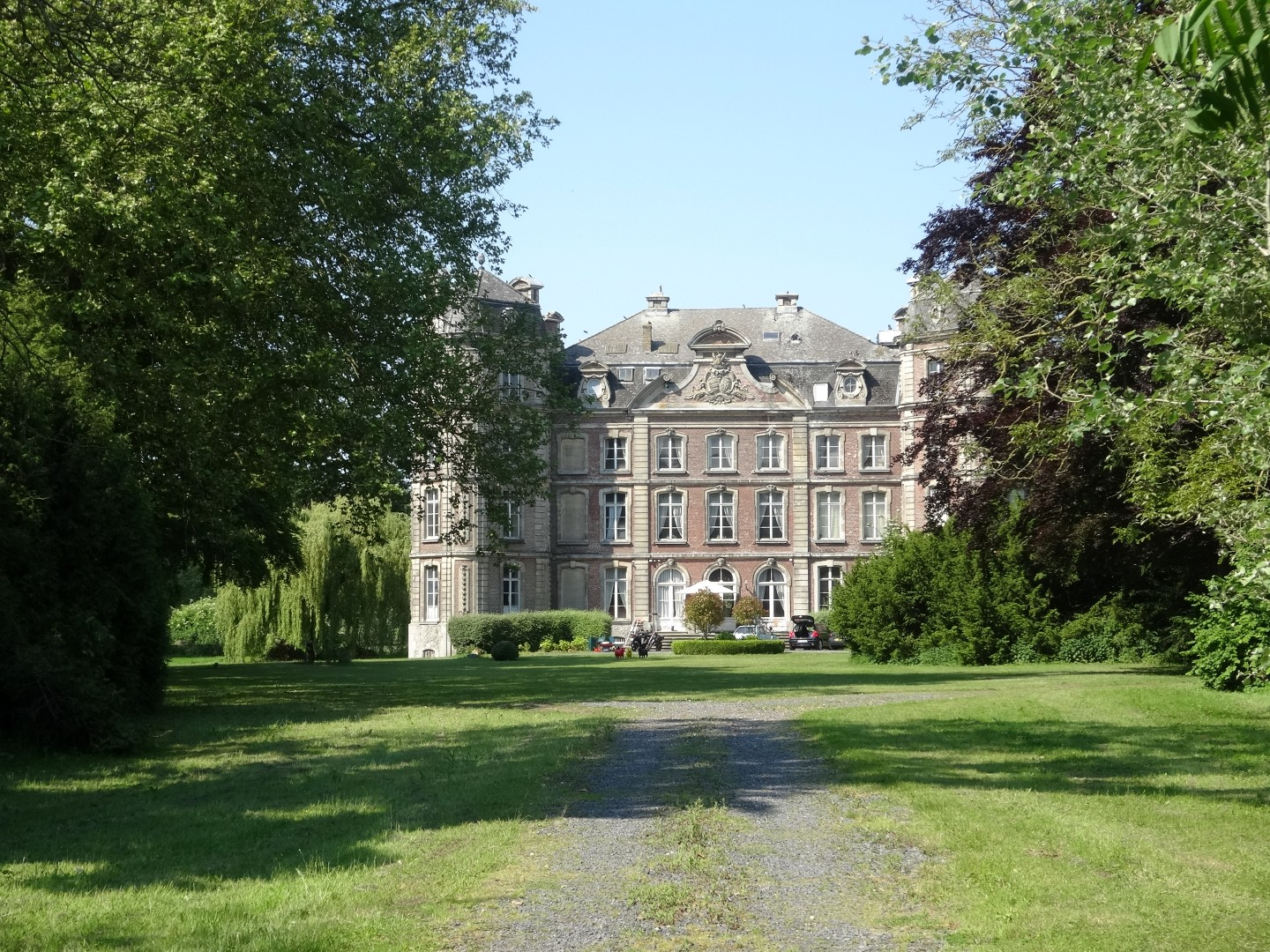
Kasteel van Bossuit

Het Kasteel van Bossuit is een kasteel in de tot de West-Vlaamse gemeente Avelgem behorende plaats Bossuit, gelegen aan Bouvriestraat 3-5 en Doorniksesteenweg 381.

## Geschiedenis
Het domein was een achterleen van de dorpsheerlijkheid Bossuit, in het bezit van de familie van Gruuthuse en zeker vanaf 1629 in bezit van de heren van Bossuit, en wel achtereenvolgens de families Hovine en, vanaf 1710, de familie Luytens. Het werd de zetel van de heren van Bossuit en in 1629 werd voor het eerst melding gemaakt van gebouwen op deze plaats: ung fief consistant en une maison, granges et estables, ofwel een leengoed bestaande uit een huis, schuren en stallen.
In 1764 werd het tegenwoordige kasteel gebouwd in opdracht van Maximiliaan-Frans-Jozef Luytens en naar ontwerp van Le Saffre. De familie Luytens werd als kasteelheren opgevolgd door de families d'Hangrin en De Beauffort. In 1867 werd in opdracht van de De Beaufforts het kasteel verbouwd, waarbij vermoedelijke verhoging van het kasteel en de bouw van vier hoektorens plaats vonden. Ook werd het voorste deel van de omgrachting gedempt. In 1850 werd een oranjerie gebouwd en omstreeks deze tijd werd ook een park in Engelse landschapsstijl aangelegd. Tijdens de Eerste Wereldoorlog werd de zuidoostelijke hoektoren vernield. Deze werd later weer herbouwd.

## Gebouw
Het betreft een indrukwekkend kasteel in classicistische stijl, omringd door vier hoektorens. De middenvleugel is rijk gedecoreerd met middenrisaliet die uitloopt op en halsgevel met gebogen fronton en de wapenspreuk in bello fortis van de De Beaufforts. Het interieur is voornamelijk in Lodewijk XVI-stijl met enige rococo-invloeden. De na 1918 herbouwde zuidoostelijke hoektoren heeft een classicistisch interieur. Veel meubilair uit de 19e en de 2e helft van de 18e eeuw werd bewaard. In de kelder vindt men nog resten van het 17e-eeuwse kasteel.
Men treft er de Rode Salon, de Grijze Salon of Salon des Grisailles, de Ontvangstzaal, het Trappenhuis, de Huiskapel. de Groene Kamer en de Blauwe Kamer.

## Domein
Op het domein vindt men nog de orangerie van 1850, koetshuizen, knechtenwoningen van 1862, wasput voor de paarden met pomp en drinkbakken, en een kapelletje. In het park vindt men een grillig gevormde vijver, resten van een hoogstamboomgaard en enkele zijbeken van de Bouvriebeek welke hier ontspringen.